# Gunnar Myrdal
Karl Gunnar Myrdal, ursprungligen Pettersson, född 6 december 1898 i Skattungbyn i dåvarande Kopparbergs län, kyrkobokförd i Gustafs församling, död 17 maj 1987 i Danderyd i Stockholms län, var en svensk nationalekonom, sociolog och socialdemokratisk politiker.
Han delade Sveriges Riksbanks pris i ekonomisk vetenskap till Alfred Nobels minne år 1974 med Friedrich von Hayek. Myrdal var professor i nationalekonomi vid Stockholms Högskola 1933–1947 samt i internationell ekonomi vid Stockholms universitet 1960–1967, handelsminister 1945–1947 i regeringen Erlander I och exekutivsekreterare för FN:s ekonomiska kommission för Europa 1947–1957.
Från 1924 var Myrdal gift med Alva Myrdal.

## Uppväxt

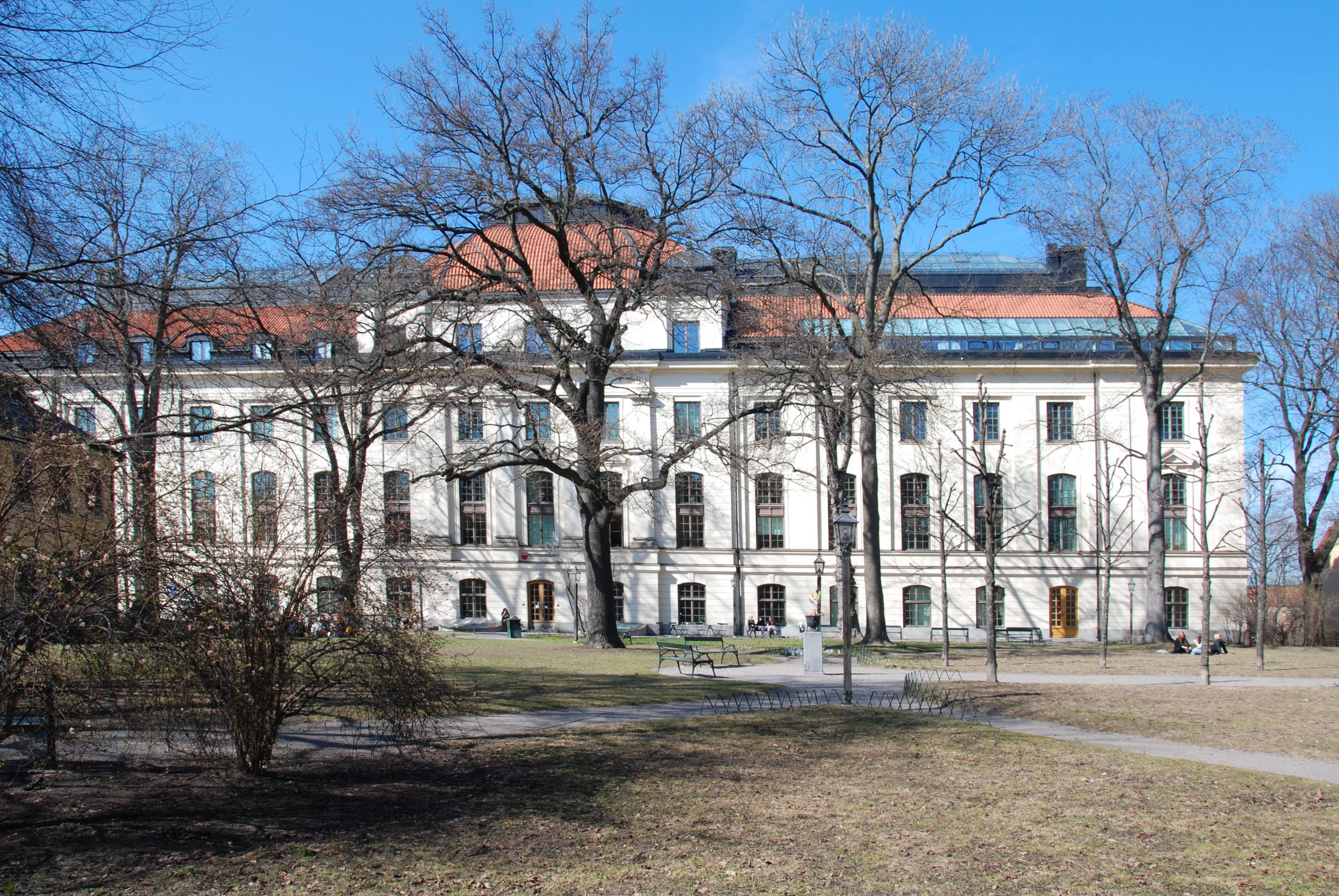
Myrdal disputerade 1927 för professor Gustav Cassel vid Stockholms högskola på Kungstensgatan 45.

### Barndom
Myrdal var son till byggmästaren Carl Adolf Pettersson. Fadern fick med tiden en alltmer konservativ samhällssyn. I boken Barndom av Gunnar Myrdals son Jan Myrdal sägs han ha haft en extrem högerinriktning. Under uppväxten bodde familjen på olika platser, bland annat Stockholm.

### Gymnasietiden
Under gymnasietiden läste Myrdal högerpolitikern och nationalisten Rudolf Kjelléns verk. Kjelléns geopolitiska tänkande blev en av flera influenser för hans politiska ståndpunkt. Rudolf Kjellén präglade hans världsbild, det gjorde han ingen hemlighet av. Han menade att Kjellén var betydelsefullare än Karl Marx för Socialdemokraterna under folkhemsbygget. År 1919 träffade han sin livskamrat – Alva Myrdal.

## Utbildning

### Doktor vid Stockholms högskola
Gunnar Myrdal studerade ursprungligen juridik och blev juris kandidat 1923. Under denna tid var han nationell student och medlem i Nationella Ungdomsförbundet och Heimdal.
Han övergick sedan till att läsa nationalekonomi, vid Stockholms högskola. Hans doktorsavhandling från 1927, skriven under handledning av Gustav Cassel, hade titeln "Prisbildningsproblemet och föränderligheten". Avhandlingen kan räknas som ett startskott för den så kallade Stockholmsskolan inom nationalekonomisk forskning. Myrdals tidiga forskning behandlade till stor del de teorier som John Maynard Keynes senare valde att vidareutveckla. Keynes teorier kritiserades dock hårt, framförallt av densamme Friedrich von Hayek som Myrdal skulle komma att dela Sveriges Riksbanks pris i ekonomisk vetenskap till Alfred Nobels minne med.

## Karriär
Tidigt intresserade sig Myrdal för samhällsvetenskapens metodfrågor. I det doktrinhistoriska verket "Vetenskap och politik i nationalekonomien" från 1930 kritiserade han de liberala nationalekonomernas metod att dra politiska slutsatser direkt från sina förment objektivt vetenskapliga analyser. Myrdal utvecklade senare en egen syn på samhällsvetenskapens "objektivitetsproblem". Han hävdade att det är viktigt att forskaren explicit redovisar de värdepremisser som styr undersökningen.

### Professor vid Stockholms Högskola
Myrdal utsågs 1933 till professor i nationalekonomi vid Stockholms Högskola. Myrdal kom att vara professor vid Stockholms Högskola i femton år, till 1947. Vid högskolan kom han i kontakt med Bertil Ohlin, professor i nationalekonomi vid Handelshögskolan 1929-1965. Tillsammans kom de två att ge några av de viktigaste bidragen till Stockholmsskolan, en inriktning inom nationalekonomi. Både Myrdal och Ohlin kom senare att belönas med Sveriges Riksbanks pris i ekonomisk vetenskap till Alfred Nobels minne.
Tillsammans med hustrun Alva Myrdal skrev han sedan Kris i befolkningsfrågan, 1934. Boken fick stor betydelse för trettiotalets svenska debatt om familjepolitiken.

### Ledamot av Sveriges riksdag

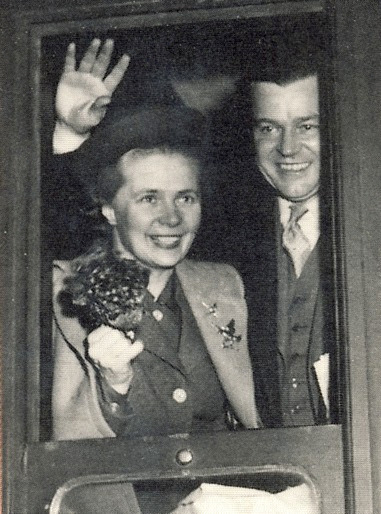
Gunnar och Alva Myrdal 1934.

Myrdal var under denna tid också politiskt verksam. År 1934 blev han invald i Sveriges riksdag för Socialdemokraterna. Han arbetade aktivt för att utforma den svenska folkhemspolitiken tillsammans med ledande socialdemokratiska politiker, och han ingick i den Bostadssociala utredningen. Han förespråkade statliga ingripanden för att bekämpa 1930-talets arbetslöshet. Han framhöll också – tillsammans med hustrun Alva Myrdal – betydelsen av likaberättigande för kvinnor.

### Arbetet i USA
År 1938 påbörjade han sedan en omfattande studie om de svartas situation i USA med hjälp av Carnegie Institution of Washington. Boken An American Dilemma, 1944 – Myrdals kanske mest betydelsefulla – blev ett klassiskt verk om rasrelationerna och kom att spela roll i den amerikanska debatten. Han analyserade där den rasistiska praktiken i USA som han menade stod i konflikt med "The American Creed" – den amerikanska "trosbekännelsen" – idealen om frihet, jämlikhet och rättvisa inför lagen. Detta var det "amerikanska dilemmat" som, menade Myrdal, ytterst var av moralisk karaktär.
I denna studie framträdde han också som en "institutionell ekonom". Myrdal ville studera icke-ekonomiska "institutioner". Detta innebar att han tog in inte endast ekonomiska utan också historiska, sociologiska, antropologiska, politiska och andra orsakssamband i sin analys. Genom detta utvecklades han från en renodlad teoretisk nationalekonom till en tvärvetenskaplig samhällsforskare. Hans ekonomiska grundsyn var och förblev också under senare delen av hans liv påverkad denna mer sociologiskt inriktade ekonomiska skola som benämns institutionalism, företrädd av bland andra John Kenneth Galbraith.
Han hade också ett medryckande populärvetenskapligt skrivsätt som gjorde hans forskning känd - inte endast i akademiska sammanhang - utan också för en bred internationell publik. Hans skrifter berörde ofta världspolitiska frågor. Många gånger betonade han de sociala konflikternas betydelse.

### Återvändande till Sverige

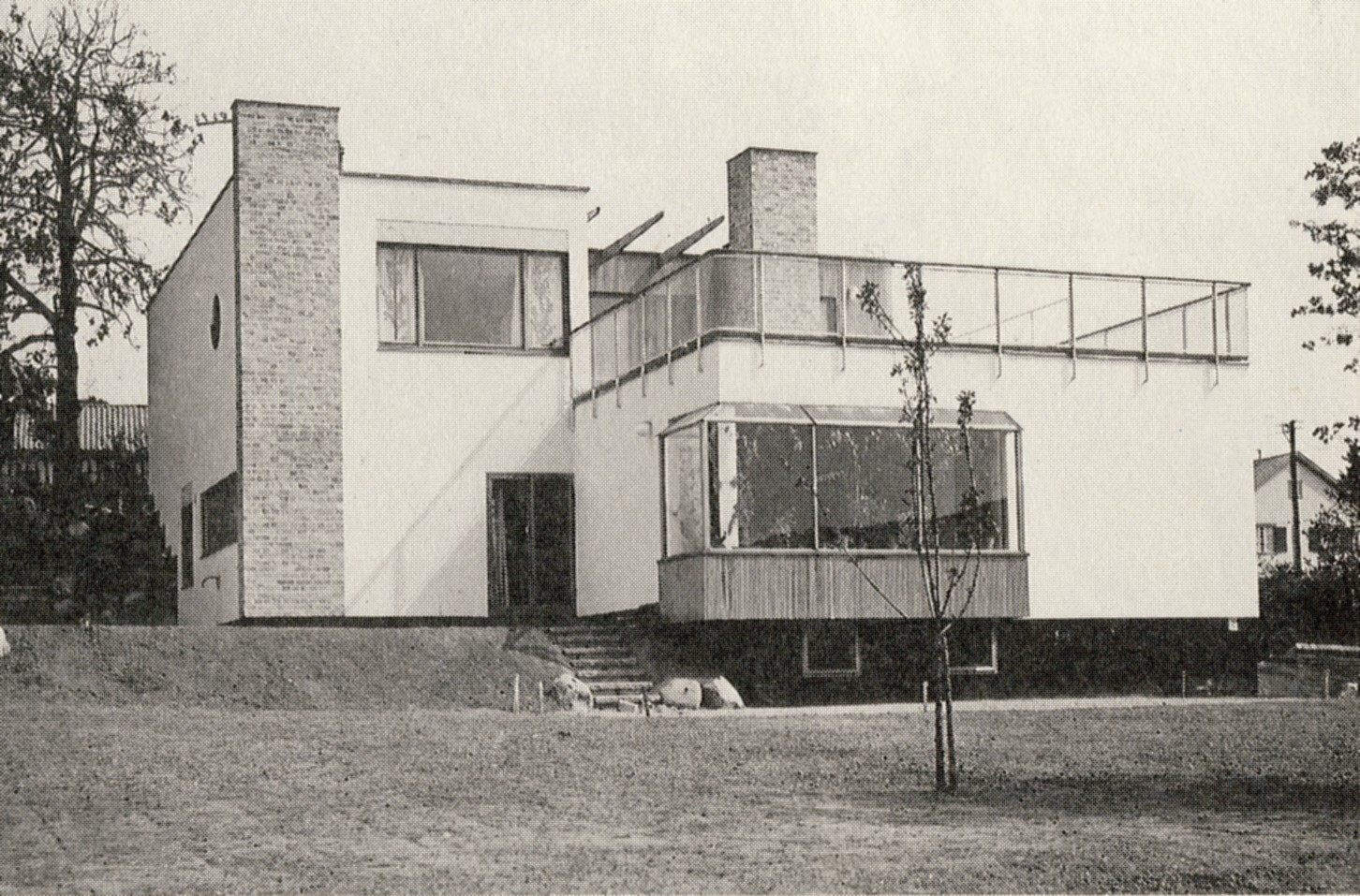
Villa Myrdal, uppförd 1937 för paret Myrdal efter ritningar av arkitekt Sven Markelius.

Under andra världskriget återvände Myrdal från sin forskning i USA till Sverige på grund av det tilltagande hotet från Nazityskland. Han förespråkade en mer antinazistisk svensk hållning och verkade för bildandet av en svensk motståndsrörelse i händelse av tysk ockupation genom engagemang i Tisdagsklubben. Hans inflytande blev obetydligt, och han återvände då till USA för att avsluta sin forskning. Senare utgav han boken: "Amerika mitt i världen", 1943. År 1944 publicerade han Varning för fredsoptimism, där han varnade för att kriget skulle följas av en internationell lågkonjunktur. Boken misstolkas vanligtvis syfta på Sverige, men prognosen gällde egentligen den amerikanska ekonomins utveckling. Den omfattar samtidigt en varning för nationella motsättningar mellan USA och England och mellan dessa båda makter och Sovjetunionen.

### Handelsminister
Åren 1945–1947 var Gunnar Myrdal handelsminister i den rent socialdemokratiska regeringen Erlander I som bildats efter Andra världskriget. Han avgick efter stark kritik mot ett av honom initierat handels- och kreditavtal med Sovjetunionen, de så kallade ”rysskrediterna”, och i samband med valutakrisen 1947.
Efter detta utsågs han till generalsekreterare i en nybildad regional organisation inom FN, nämligen Economic Commission of Europe (ECE, FN:s ekonomiska kommission för Europa) med säte i Genève. Där arbetade han bland annat med att ge de europeiska regeringarna råd om den ekonomiska politiken efter andra världskrigets härjningar. Han innehade posten som generalsekreterare inom ECE mellan åren 1947 och 1957.

### Professor vid Stockholms universitet
Myrdal var under senare delen av sin levnad mycket engagerad i forskningen om tredje världens problematik. Mycket av detta arbete genomfördes under hans tid som professor (1960–1967) för det av honom grundade Institute for International Economic Studies  (Institutet för internationell ekonomi), vid Stockholms universitet. En period forskade han också i Indien. I en bok som Rika och fattiga länder, 1957 och i den omfattande studien Asian Drama, 1968 analyserade han världsfattigdomens orsaker. I det senare arbetet liknade han den samtida politiska och sociala utvecklingen i Sydostasien vid ett drama, med klart skönjbara konflikter och ett tema.
I Politiskt manifest om världsfattigdomen (1970) drog han de politiska slutsatserna av sin forskning. Han myntade begreppet "den mjuka staten" om problemet med den utbredda korruptionen i de fattiga staterna i syd. Han kritiserade den stora ekonomiska ojämlikheten i tredje världen (till exempel i Indien). Samtidigt framhöll han de rika ländernas ansvar för att en radikalt ny, rättvis världsordning kommer till stånd. Myrdal förespråkade en omfattande ekonomisk omfördelning från rika till fattiga länder.
Myrdal var ordförande i Svenska kommittén för Vietnam 1968–1972. Han var också ordförande i  Stockholms internationella fredsforskningsinstitut (SIPRI) mellan 1968 och 1973.
Under senare delen av sitt liv uppmärksammade han också miljöfrågornas betydelse. Ett exempel är boken Miljö och ekonomisk tillväxt 1976.
En postumt utgiven kommenterad antologi med Gunnar Myrdals texter, Vägvisare (1998), lyfter fram den fortsatta relevansen av hans vetenskapliga och politiska tänkande.

## Utmärkelser
- Ledamot nummer 921 av Kungliga Vetenskapsakademien 1945
- Friedenspreis des Deutschen Buchhandels (svenska: De tyska bokhandlarnas fredspris) 1970
- Sveriges Riksbanks pris i ekonomisk vetenskap till Alfred Nobels minne 1974, delat med sin ideologiska motståndare Friedrich von Hayek.

## Familj

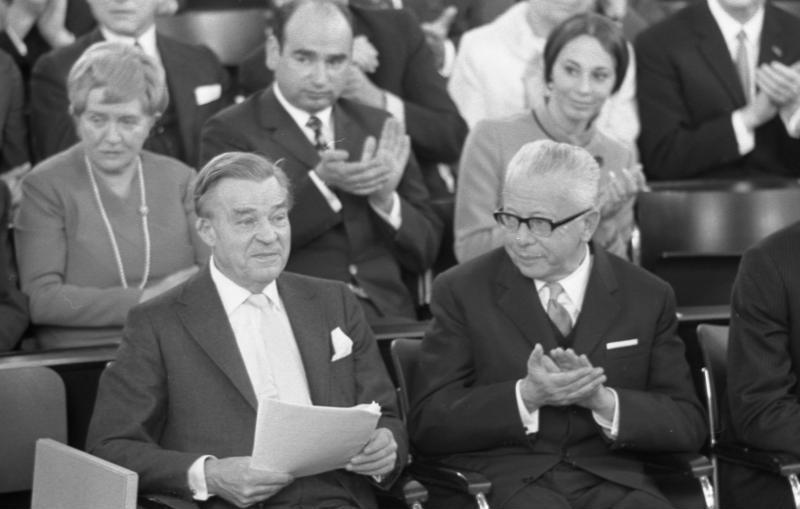
Myrdal mottar Friedenspreis des Deutschen Buchhandels av Västtysklands förbundspresident Gustav Heinemann i Frankfurt, 1970.

Gunnar Myrdal var son till byggmästaren Carl Adolf Pettersson (1876–1934) och Anna Sofia Karlsson (1878–1965). Namnet Myrdal tog Gunnar från farfaderns gård Myres i Gustafs socken i Dalarna.
Från 1924 var Myrdal gift med Alva Myrdal, född Reimer. De fick barnen Jan Myrdal, Sissela Bok och Kaj Fölster.
Myrdal är begravd på Norra begravningsplatsen i Stockholm.